# Polina Panassenko
Pour les articles homonymes, voir Panassenko.
Polina Panassenko, née le 3 mars 1989 à Moscou (URSS), est une écrivaine, traductrice et comédienne franco-russe.
Pour son premier roman, Tenir sa langue, elle remporte le prix Femina des lycéens 2022.
Le 18 novembre 2022, elle est lauréate de l'une des bourses Emmanuèle Bernheim, qui soutient l'écriture de son prochain projet de roman.

## Biographie
Polina Panassenko naît en 1989 en URSS. En 1993, sa famille émigre en France, à Saint-Étienne, son père Grigory Panassenko mathématicien ayant obtenu un poste à l'université. Elle est naturalisée française sous le nom de Pauline Panassenko.
Après ses études à Sciences-Po Paris, elle suit une formation en art dramatique à la Comédie de Saint-Étienne et à l'École-studio du Théâtre d'art de Moscou (MKhAT).
En 2015, elle publie une enquête sur cinq de ses homonymes, toutes prénommées Polina Grigorievna. En juin 2018, elle intègre le comité russophone de la Maison Antoine Vitez.
À la rentrée littéraire 2022, elle publie son premier roman Tenir sa langue aux éditions de l'Olivier. Il est finaliste du Prix Féminaet du Prix Wepler, dans la sélection du prix Les Inrockuptibles, du Prix Première 2023 et du Prix Médicis. Son écriture alerte et percutante est récompensée du prix Femina des lycéens le 2 décembre 2022.
Tenir sa langue raconte l'histoire d'une petite fille prénommée Polina en hommage à sa grand-mère Pessah, de religion juive, qui confrontée à l'antisémitisme, a dû prendre ce prénom russe. Au lendemain de la chute de l'URSS, la famille de Polina arrive en France et son prénom est francisé en « Pauline ». La narratrice est alors confrontée à une double identité : Polina chez elle, Pauline à l'école. Ce changement de prénom cristallise sa quête d'identité entre ses deux langues et ses deux pays au point d'entreprendre des démarches administratives pour recouvrer son prénom d'origine : « Ce que je veux moi, c'est porter le prénom que j'ai reçu à la naissance. Sans le cacher, sans le maquiller, sans le modifier. Sans en avoir peur. » Un parcours en sens inverse de tant d'autres.
Elle est aussi l’auteure d'une nouvelle, Il n’y a pas de sexe en URSS, et de la pièce La Reine du Silence, mise en scène par Arnaud Meunier au Centre dramatique national de Saint-Étienne.

## Œuvres

### Enquête
- 2015 : Polina Grigorievna, Objet Livre, 116 p. (ISBN 9782955487402)[3]

### Romans
- 2022 : Tenir sa langue, L'Olivier, 19 août 2022, 192 p. (ISBN 9782823619591)[15]

## Doublage
- 2024 : Masters of the Air : Paulina (Joanna Kulig) (mini-série)

## Prix et distinctions
- 2022 : Finaliste du Prix Femina
- 2022 : Sélection pour le Prix Médicis
- 2022 : Sélection pour le Prix Wepler
- 2022 : Lauréate du Prix littéraire de la Porte Dorée
- 2022 : Lauréate de la seconde édition des Bourses Emmanuèle Bernheim dans le cadre de l'écriture de son second roman.
- 2022 : Prix Femina des lycéens pour Tenir sa langue[13]